# ژست‌های مخاطره‌آمیز
ژست‌های مخاطره‌آمیز (انگلیسی: Wild Poses) یک فیلم کوتاه کمدی آمریکایی است که در سال ۱۹۳۳ منتشر شد.

## بازیگران
- تامی باند
- فرانکلین پاننگبورن
- جرج استیونز جونیور
- استن لورل
- اولیور هاردی
- اسپنکی مک‌فارلند
- استایمی برد
- جری تاکر
- امرسون تریسی
- گِـی سیبروک